# Список заслуженных тренеров СССР (спортивная гимнастика)
Почётное спортивное звание, присваивалось в 1956—1992 годах.
В данный список заносятся персоналии, получившие звание «заслуженный тренер СССР» за достижения в сфере спортивной гимнастики, акробатики и прыжков на батуте.
| 1956 год |                                  |            |                         |                       |           |                    |     |
| 1        | Астафьев Борис Николаевич        | 04.08.1956 | 20.04.1897 — 30.04.1976 | спортивная гимнастика | Москва    |                    |     |
| 2        | Эгнаташвили Георгий Семёнович    | 04.08.1956 | ??.??.1885 — ??.01.1962 | спортивная гимнастика | Тбилиси   |                    |     |
| 3        | Карагезян Семён Абрамович        | 04.08.1956 |                         | спортивная гимнастика | Ереван    |                    |     |
| 4        | Мишаков Александр Семёнович      | 04.08.1956 |                         | спортивная гимнастика | Киев      |                    |     |
| 5        | Попов Николай Кириллович         | 04.08.1956 | ??.??.1904 — ??.03.1993 | спортивная гимнастика | Москва    |                    |     |
| 1957 год |                                  |            |                         |                       |           |                    |     |
| 1        | Бабилодзе Георгий Иосифович      | ??.02.1957 |                         | спортивная гимнастика | Тбилиси   | «Буревестник»      |     |
| 2        | Дмитриев Михаил Дмитриевич       | ??.02.1957 |                         | спортивная гимнастика | Киев      | «Спартак»          |     |
| 3        | Жиров Александр Афанасьевич      | ??.02.1957 |                         | спортивная гимнастика | Ленинград | «Буревестник»      |     |
| 4        | Журавлёв Иван Степанович         | ??.02.1957 |                         | спортивная гимнастика | Москва    |                    |     |
| 5        | Каракашьянц Константин Сергеевич | ??.02.1957 |                         | спортивная гимнастика | Москва    |                    |     |
| 6        | Курлянд Владимир Михайлович      | ??.02.1957 |                         | спортивная гимнастика | Ташкент   | «Динамо»           |     |
| 7        | Органов Иван Иванович            | ??.02.1957 |                         | спортивная гимнастика | Тбилиси   | «Динамо»           |     |
| 8        | Полежаев Александр Иванович      | ??.02.1957 |                         | спортивная гимнастика | Ленинград |                    |     |
| 9        | Покровский Алексей Михайлович    | ??.02.1957 |                         | спортивная гимнастика | Ташкент   | «Буревестник»      |     |
| 10       | Сотниченко Михаил Афанасьевич    | ??.02.1957 |                         | спортивная гимнастика | Херсон    |                    |     |
| 11       | Факторов Ефим Григорьевич        | ??.02.1957 |                         | спортивная гимнастика | Киев      | «Динамо»           |     |
| 12       | Штукман Юрий Эдуардович          | ??.02.1957 |                         | спортивная гимнастика | Воронеж   | «Буревестник»      |     |
| 13       | Ярохин Евгений Маркиянович       | 16.02.1957 | 19.12.1924 — 04.09.1997 | спортивная гимнастика | Киев      | «Буревестник»      | 151 |
| 14       | Прокофьев Владимир Н.            | ??.06.1957 |                         | спортивная гимнастика | Тбилиси   |                    |     |
| 15       | Бражник Иван Андреевич           | ??.11.1957 |                         | спортивная гимнастика | Киев      | КГИФК              |     |
| 16       | Белоконь Николай Александрович   | ??.12.1957 |                         | спортивная гимнастика | Харьков   |                    |     |
| 17       | Ибадулаев Аджатулла Мурадович    | ??.12.1957 |                         | спортивная гимнастика | Киев      |                    |     |
| 17       | Леонов Владимир Иванович         | ??.12.1957 | ??.??.???? — ??.??.1995 | спортивная акробатика | Москва    |                    |     |
| 18       | Волчков Леонид Васильевич        | ??.12.1957 |                         | спортивная гимнастика | Москва    |                    |     |
| 1958 год |                                  |            |                         |                       |           |                    |     |
| 1        | Казаджиев Геннадий Карпович      | ??.02.1958 |                         | спортивная акробатика | Краснодар |                    |     |
| 2        | Лакизо Николай Иванович          | ??.05.1958 |                         | спортивная акробатика | Ташкент   | «Динамо»           |     |
| 3        | Келехсашвили Михаил А.           | ??.12.1958 |                         | спортивная акробатика | Тбилиси   |                    |     |
| 1960 год |                                  |            |                         |                       |           |                    |     |
| 1        | Антипас Василий Иванович         | ??.01.1960 |                         | спортивная гимнастика | Москва    | «Труд»             |     |
| 2        | Меркулов Николай Николаевич      | ??.01.1960 |                         | спортивная гимнастика | Москва    | «Труд»             |     |
| 3        | Демиденко Таисия Антоновна       | ??.12.1960 | 10.10.1917 — ??.??.2005 | спортивная гимнастика | Москва    |                    |     |
| 4        | Смирнов Владимир Александрович   | ??.??.1960 |                         | спортивная гимнастика | Сталино   |                    |     |
| 1961 год |                                  |            |                         |                       |           |                    |     |
| 1        | Онищенко Александр Андреевич     | ??.03.1961 | ??.??.???? — ??.12.1978 | спортивная акробатика | Киев      | «Буревестник»      |     |
| 2        | Цейтин Михаил Ильич              | ??.03.1961 | ??.??.1920              | спортивная акробатика | Минск     | «Буревестник»      |     |
| 3        | Литвинов Сергей Степанович       | ??.12.1961 | 08.01.1925 — 06.06.1992 | спортивная гимнастика | Москва    | ЦСКА               |     |
| 1962 год |                                  |            |                         |                       |           |                    |     |
| 1        | Кузин Николай Петрович           | ??.09.1962 |                         | спортивная гимнастика |           | Советская Армия    |     |
| 1963 год |                                  |            |                         |                       |           |                    |     |
| 1        | Урбанович Галина Наполеоновна    | ??.??.1963 |                         | спортивная гимнастика |           |                    |     |
| 2        | Чилая Георгий Нестерович         | ??.??.1963 |                         | спортивная гимнастика |           |                    |     |
| 1964 год |                                  |            |                         |                       |           |                    |     |
| 1        | Блюмфельд Александр Фомич        | ??.05.1964 |                         | спортивная акробатика | Москва    | «Трудовые резервы» |     |

## 1964
- Кныш, Ренальд Иванович

## 1965
- Брежнев, Владислав Сергеевич 22.05.1922 — 13.04.1985
- Саркисов, Роберт Герамович

## 1966
- Дмитриев, Викентий Дмитриевич

## 1967
- Ковлиева, Эмма Вартановна
- Рейсон, Владимир Михайлович

## 1968
- Корольков, Евгений Викторович
- Махвиладзе, Николай
- Порфирьев, Василий Алексеевич
- Тимошек, Леонид Григорьевич 26.11.1918 — 12.02.2011

## 1970
- Растороцкий, Владислав Степанович

## 1971
- Муратова, Софья Ивановна
- Толкачев, Николай Григорьевич

## 1972
- Латынина, Лариса Семеновна

## 1973
- Ваткин, Роман Семенович
- Клименко, Михаил Яковлевич
- Страхов, Михаил Владимирович (акробатика)
- Хомутов, Виктор Сергеевич

## 1974
- Гройсман, Виталий Александрович (акробатика)
- Лившиц, Леонид Иосифович 1938 (акробатика)

## 1975
- Аксенов, Владимир Филиппович

## 1976
- Аркаев, Леонид Яковлевич

## 1977
- Беляев, Виталий Александрович
- Дубко, Виталий Федорович (акробатика)
- Корчагин, Петр Федорович ?-??.09.1978
- Попов, Владимир Петрович

## 1979
- Иванова, Лидия Гавриловна
- Капулер, Павел Гершович

## 1980
- Аракелян, Вардкез Арамович
- Бысов, Виктор Юрьевич
- Воронин, Михаил Яковлевич
- Губанов, Василий Алексеевич
- Дубко, Виталий Федорович (акробатика)
- Коршунов, Геннадий Федорович
- Кукса, Владимир Иванович 21.1.1940 — 1990[18]
- Макарян, Владимир Оганезович
- Маметьев, Иннокентий Иванович
- Пайтра, Евгений Андреевич
- Соколова, Лилия Николаевна
- Титов, Юрий Евлампиевич
- Шаниязов, Аман Мурадович
- Шевчук, Валентин Адольфович
- Ярмовский, Анатолий Григорьевич

## 1981
- Нарыков, Виктор Дмитриевич
- Пилипченко, Владимир Михайлович (прыжки на батуте)
- Радионенко, Андрей Федорович
- Скакун, Василий Александрович (акробатика)

## 1982
- Орлов, Борис Георгиевич

## 1984
- Козеев, Анатолий Павлович
- Овсяк, Анатолий Иванович
- Фирсов, Виктор Николаевич
- Цапенко, Наталья Константиновна
- Шишкин, Владимир Яковлевич

## 1985
- Гавриченко, Виктор Николаевич
- Лискович, Николай Иванович
- Яковлева, Валентина Евгеньевна

## 1987
- Астафьев, Владимир Тимофеевич
- Беляйков, Виталий Федорович (акробатика)
- Перская, Татьяна Борисовна

## 1989
- Гургенидзе, Владимир Робертович (акробатика)
- Запорожченко, Олег Гаврилович (прыжки на батуте)
- Плотников, Павел Петрович (прыжки на батуте)
- Разумовская, Ирина Викторовна
- Столяров, Геннадий Николаевич
- Ятченко, Тамара Николаевна

## 1990
- Горжий, Владимир Максимович (прыжки на батуте)
- Гуцева Ирина Виленовна (прыжки на батуте)

## 1991
- Орехов, Алексей Алексеевич
- Остапенко, Олег Васильевич
- Скакун, Таисия Трофимовна (акробатика)
- Филипенок, Леонид Петрович
- Шинкарь, Сергей Сергеевич
- Журавлёв Николай Николаевич (прыжки на батуте)
- Швальбо Владимир Ильич (прыжки на батуте)

## 1992
- Дикий, Виктор Сергеевич 03.09.1939[19]
- Колесников, Егор Михайлович 15.05.1941 — 14.02.2008[20]

## неизв
- Александров, Александр Сергеевич
- Александров, Алексей Иванович 07.09.1916 — ??.??.2004 (до 1959)
- Александрова, Римма Александровна
- Алексеева, Тамара Степановна
- Алиханян, Геворк Васильевич
- Андреев, Виктор Георгиевич
- Андрианов, Николай Ефимович
- Анцупов, Евгений Алексеевич (акробатика)
- Арунов, Николай Моисеевич
- Байдин, Владимир Борисович
- Бахуташвили, Нодар Кайхосрович
- Бурджанадзе, Гане Александрович
- Бурджанадзе, Сергей Александрович
- Ванецян, Генрих Леонович
- Державин, Дмитрий Николаевич
- Дехтярев, Николай Васильевич
- Игнашенко, Алексей Матвеевич (акробатика)
- Ишкова, Роза Борисовна
- Климова, Валентина Александровна
- Коркин, Владимир Павлович (акробатика)
- Кузнецова, Светлана Михайловна
- Лавров, Руслан Спиридонович
- Литвинов, Василий Дмитриевич (акробатика)
- Ломтев, Виталий Владимирович
- Мерквиладзе, Георгий Ношреванович
- Мироманова, Любовь Максимовна
- Нечай, Эдуард Иосифович
- Овечкин, Владимир Павлович
- Осипов, Дмитрий Корнильевич
- Потапенко, Валентин
- Потапов, Евгений Иванович
- Рабинович, Петр Натанович 1937
- Разумовский, Виктор Михайлович
- Саварина, Галина Владимировна
- Сафронов, Виктор Васильевич
- Селезнева, Аида Александровна
- Смолевский Владимир Михайлович
- Собенко, Петр Тимофеевич
- Соломатин, Сергей Фёдорович (прыжки на батуте)
- Тишабаев М.
- Тризин, Георгий Тимофеевич 1907 — 21.06.1973 (акробатика)
- Уфимцев, Владимир Яковлевич
- Федоров, Александр Владимирович
- Швальбо, Владимир Ильич (акробатика, прыжки на батуте)
- Шемякин, Анатолий Петрович
- Якубенок Даниил (Вильям) Савельевич
- Яров, Эдеге Нумаханович
- Эдельман, Леонид Абрамович (? присвоено посмертно в 1984)[21]